# جوزف باتچلدر
جوزف باتچلدر (انگلیسی: Joseph Batchelder؛ زادهٔ august ۲۴, ۱۹۳۸ (۸۶ سال)) ورزشکار اهل ایالات متحده آمریکا است.
وی در مسابقات کشوری و بین‌المللی در مجموع برندهٔ ۱ مدال برنز شده‌است.